# Tanque de lavar roupa

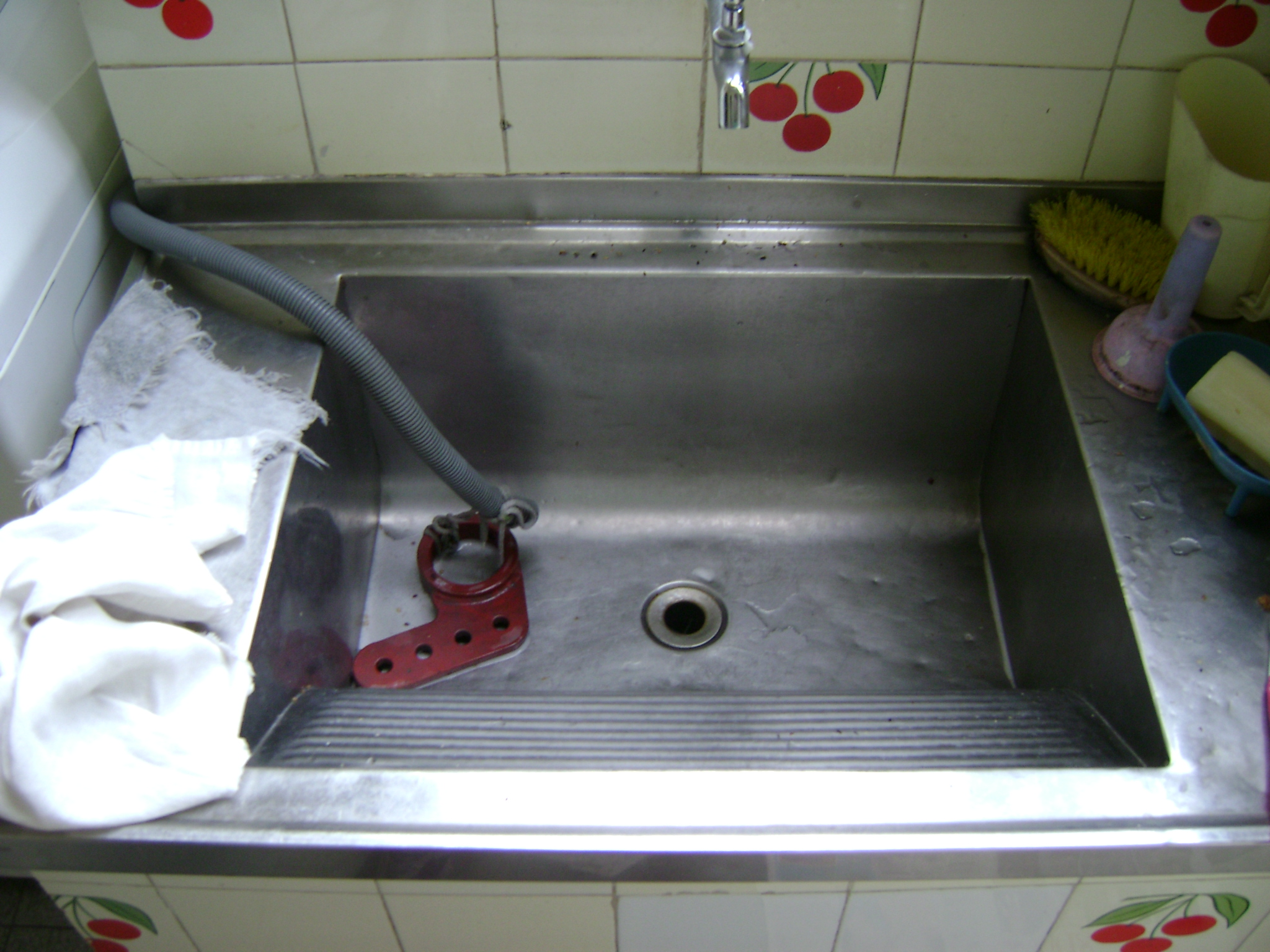
Um tanque de lavar roupas.

O tanque de lavar roupa é um utensílio doméstico com uma cavidade, a que se chama bacia, onde a roupa é enxaguada, e uma superfície ondulada em um de seus lados, para esfregar a roupa, a que se chama esfregadeira. Geralmente, fica localizado na área de serviço da casa.
Tradicionalmente era feito de cimento, mas modernamente apareceram versões em inox, como na foto à direita, em cerâmica, PVC, e outras fibras sintéticas.

## História
O antepassado do tanque era a selha, usada junto com a tábua de lavar, com as ondulações necessárias para esfregar a roupa. Nos Estados Unidos da América, essa tábua de lavar transformou-se em instrumento musical.
Quando a urbanização se intensificou, no século XVIII, os municípios construíam lavadouros públicos, para que as pessoas que não tinham posses para contratar uma lavadeira, não tivessem que deslocar-se para os rios ou outros locais onde fosse possível fazer esse trabalho.
No Brasil, o tanque de lavar doméstico, em cimento, foi criado durante o Programa de Combate à Esquistossomose, para evitar que as pessoas contraíssem essa doença.
Hoje em dia, nas famílias com posses, os tanques estão sendo substituídos pelas máquinas de lavar roupa.